# Samsung Galaxy Tab A7
La Samsung Galaxy Tab A7 es una tableta Android de gama media diseñada por Samsung Electronics. Existen dos variantes: Samsung Galaxy Tab A7 (2020) y Samsung Galaxy Tab A7 Lite.

## Historia
Samsung anunció la Galaxy Tab A7 (2020) el 2 de septiembre de 2020, y lo lanzó el 11 de septiembre de ese mismo año. La Samsung Galaxy Tab A7 Lite es una versión más pequeña, menos eficiente, más compacta y asequible del Galaxy Tab A7, que fue anunciada el 27 de mayo de 2021 y lanzada el 18 de junio de ese mismo año.

## Características

### Samsung Galaxy Tab A7 (2020)
El Samsung Galaxy Tab A7 (2020) cuenta con una pantalla TFT WUXGA+ de 10,4 plg (26,4 cm) (más grande que la del anterior Galaxy Tab A), una batería de 7040 mAh, y reconocimiento facial. El modelo SM-T505 cuenta con conectividad de red móvil LTE, a diferencia del SM-T500. Esta tableta viene con One UI 2 (Android 10) y se puede actualizar a One UI 4 (Android 12). Una configuración de cuatro altavoces con Dolby Atmos brinda un sonido más rico donde quiera que vaya.

### Samsung Galaxy Tab A7 Lite
El Samsung Galaxy Tab A7 Lite cuenta con una pantalla WXGA+ TFT de 8,7 pulgadas (22 cm) y una batería de 5100 mAh, lo que hace que tenga una batería de larga duración en un tamaño pequeño. La variante SM-T225 viene con conectividad celular que permite Internet y llamadas rápidas. Esta tableta viene con One UI 3 (Android 11) y se puede actualizar a One UI 6 (Android 14).

### Ambas tabletas
El reconocimiento facial y Dolby Atmos son características que cuentan ambas tabletas. Hay tres opciones de acabados: gris oscuro, plateado y dorado. Existe un modelo LTE para ambas tabletas para conectividad celular (SM-T505 para A7 y SM-T225 para A7 Lite). Vienen con 2 años de actualizaciones importantes y 4 años de actualizaciones de seguridad. Una cámara trasera de 8MP con enfoque automático está presente en ambas tabletas. Ambas tienen capacidades Picture-in-Picture y Splitscreen, lo que permite realizar múltiples tareas. También está presente un sensor de luz en ambos modelos.

## Hardware

### Samsung Galaxy Tab A7
Samsung Galaxy Tab A7 LTE usa una pantalla IPS con resolución de 1200x2000 pixels, soporta conexión LTE, usa tecnología LPDDR4X RAM y soporta hasta 3GB de memoria y 32GB de ROM con tecnología eMMC 5.1, USB-C 2.0 con carga rápida 15W, batería li-po de 7040mAh de capacidad con un procesador Snapdragon 662 de gama media de 8 núcleos a 2,0 Ghz y una GPU Adreno 610. Tiene 4 altavoces estéreo y admite un puerto jack de audio de 3,5 mm.

### Samsung Galaxy Tab A7 Lite
La variante más ligera tiene una pantalla de 8,7 plg (22,1 cm), una batería de 5100 mAh, con una cámara trasera de 8 MP con enfoque automático y una cámara frontal de 2 MP. Utiliza el chipset MediaTek Helio P22T y un chip gráfico PowerVR GE8320.